# Пристень
Присте́нь — село в Україні, у Павлоградському району Дніпропетровської області. Входить до складу Троїцької сільської громади. Населення за переписом 2001 року становить 43 особи. Колишній орган місцевого самоврядування - Писарівська сільська рада.

## Географія
Село Пристень знаходиться на лівому березі річки Мала Терса, вище за течією на відстані 2 км розташоване село Новоіларіонівське, нижче за течією на відстані 1 км розташоване село Вербове.